# Sphaerodactylus parthenopion
Sphaerodactylus parthenopion is een hagedis die behoort tot de gekko's en de familie Sphaerodactylidae.

## Naam en indeling
De wetenschappelijke naam van de soort werd voor het eerst voorgesteld door Richard Thomas in 1965.

## Uiterlijke kenmerken
Sphaerodactylus parthenopion staat bekend als een van de kleinste gewervelde dieren ter wereld, erkend door het Guinness Book of Records. De maximale kopromplengte is 16 millimeter, vrouwtjes worden iets langer tot 18 mm, en de staart is ongeveer net zo lang. Het is een van de kogelvingergekko's uit het geslacht Sphaerodactylus, deze naam is te danken aan de relatief ronde vinger- en teen-uiteinden die de hechtlamellen dragen aan de onderzijde. De lichaamskleur is donkerbruin tot bruingrijs, met een nog donkerder tekening op de rug, de kop vertoont een vage strepentekening.

## Levenswijze
Het is zowel een boom- als bodembewonende soort, het voedsel bestaat uit insecten, als luizen, mijten, fruitvliegen en andere kleine insecten die kunnen worden buitgemaakt. Een mogelijke verklaring voor de kleine gestalte van de kogelvingergekko is het feit dat op de eilanden binnen het areaal geen spinnen of andere grotere rovende geleedpotigen voorkomen. Hierdoor heeft de gekko deze ecologische niche ingenomen door kleiner te worden. De vrouwtjes zetten eieren af.

## Verspreiding en habitat
De soort komt voor in delen van het Caribisch gebied en leeft endemisch op de Britse Maagdeneilanden. De habitat bestaat uit droge tropische en subtropische scrublands. De soort is aangetroffen van zeeniveau tot op een hoogte van ongeveer 530 meter boven zeeniveau.

## Beschermingsstatus
Door de internationale natuurbeschermingsorganisatie IUCN is de beschermingsstatus 'bedreigd' toegewezen (Endangered of EN).